# Dceřiná společnost
Dceřiná společnost je společnost, která je zcela nebo částečně ve vlastnictví jiné (mateřské) společnosti a je jí ovládána. V praxi to obvykle znamená, že mateřská společnost vlastní více než polovinu akcií dceřiné společnosti.
Zákon o obchodních korporacích určuje v § 74:
(1) Ovládající osobou je osoba, která může v obchodní korporaci přímo či nepřímo uplatňovat rozhodující vliv. Ovládanou osobou je obchodní korporace ovládaná ovládající osobou.
(2) Je-li ovládající osobou obchodní korporace, je mateřskou obchodní korporací, a je-li ovládanou osobou obchodní korporace, je dceřinou obchodní korporací.